# Tonderzwameter
De tonderzwameter (Sporophagomyces chrysostomus) is een schimmel behorend tot de familie Hypocreaceae. Hij leeft op buisjeszwammen. Deze sporeneter is saprofytisch en groeit op de hymenofoor van zwammen uit het geslacht Ganoderma, Phellinopsis en Rigidoporus.

## Kenmerken

### Uiterlijke kenmerken
De tonderzwameter vormt een geveerd mycelium op het substraat met een diameter tot ongeveer 3,5 cm. Het oppervlak is borstelachtig, viltig en glanzend, aanvankelijk wit, daarna bruin gekleurd door de sporen. De sporenprint is wit. Hij is niet eetbaar.

### Microscopische kenmerken
De asci zijn 8-sporig, cillindrisch en meten 75-95 × 5-6 μm. De ascosporen zijn glad, gekromd, spoelvormig of elliptisch, kleurloos, gesepteerd, toppen puntig tot afgerond en meten 10-15 × 3-4 µm.

## Verspreiding
De tonderzwameter komt voor in Noord-Amerika en Europa, maar er zijn ook enkele waarnemingen bekend uit Zuid-Amerika en Azië. In Nederland komt hij uiterst zeldzaam voor.

## Afbeeldingen

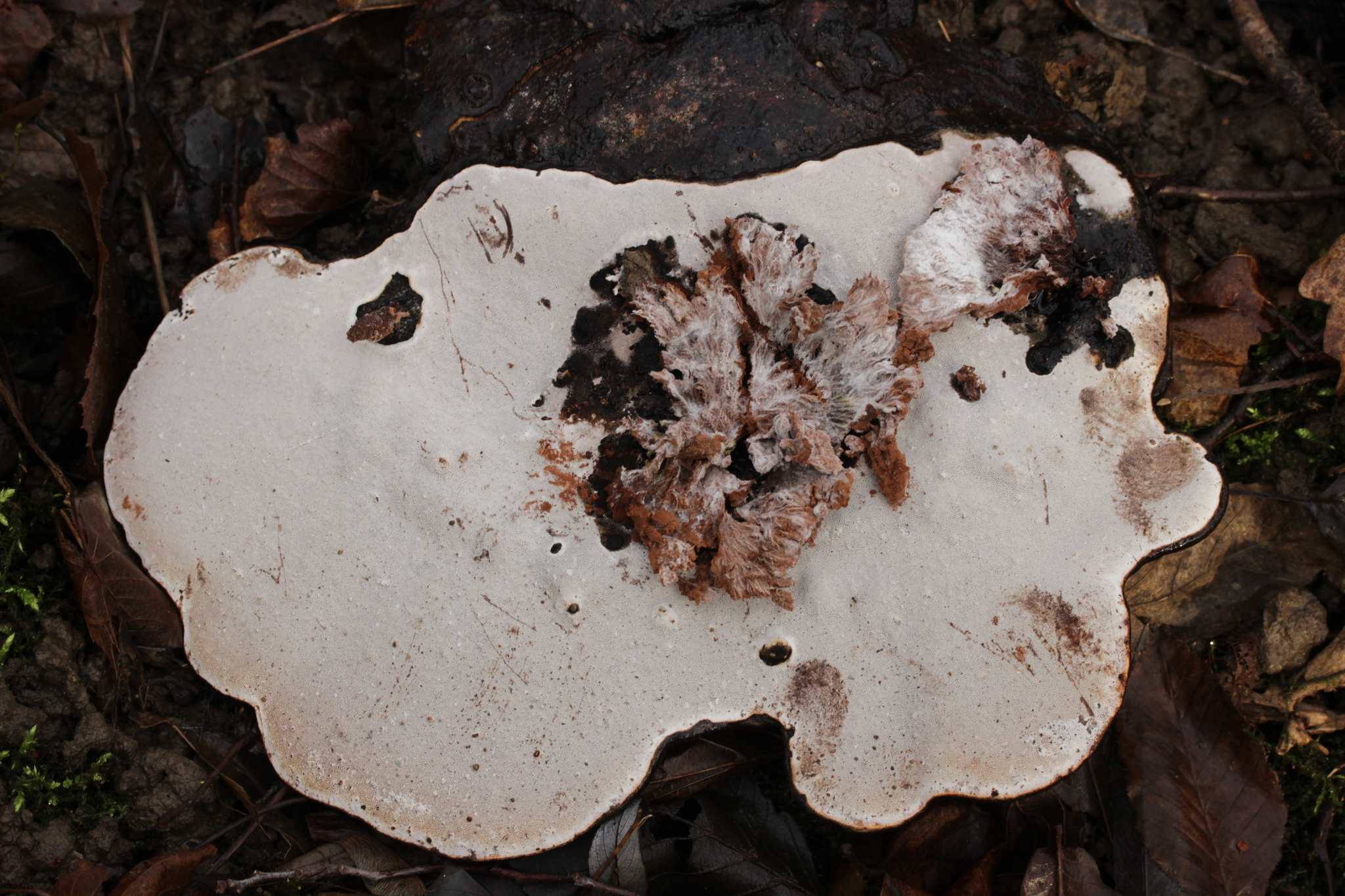
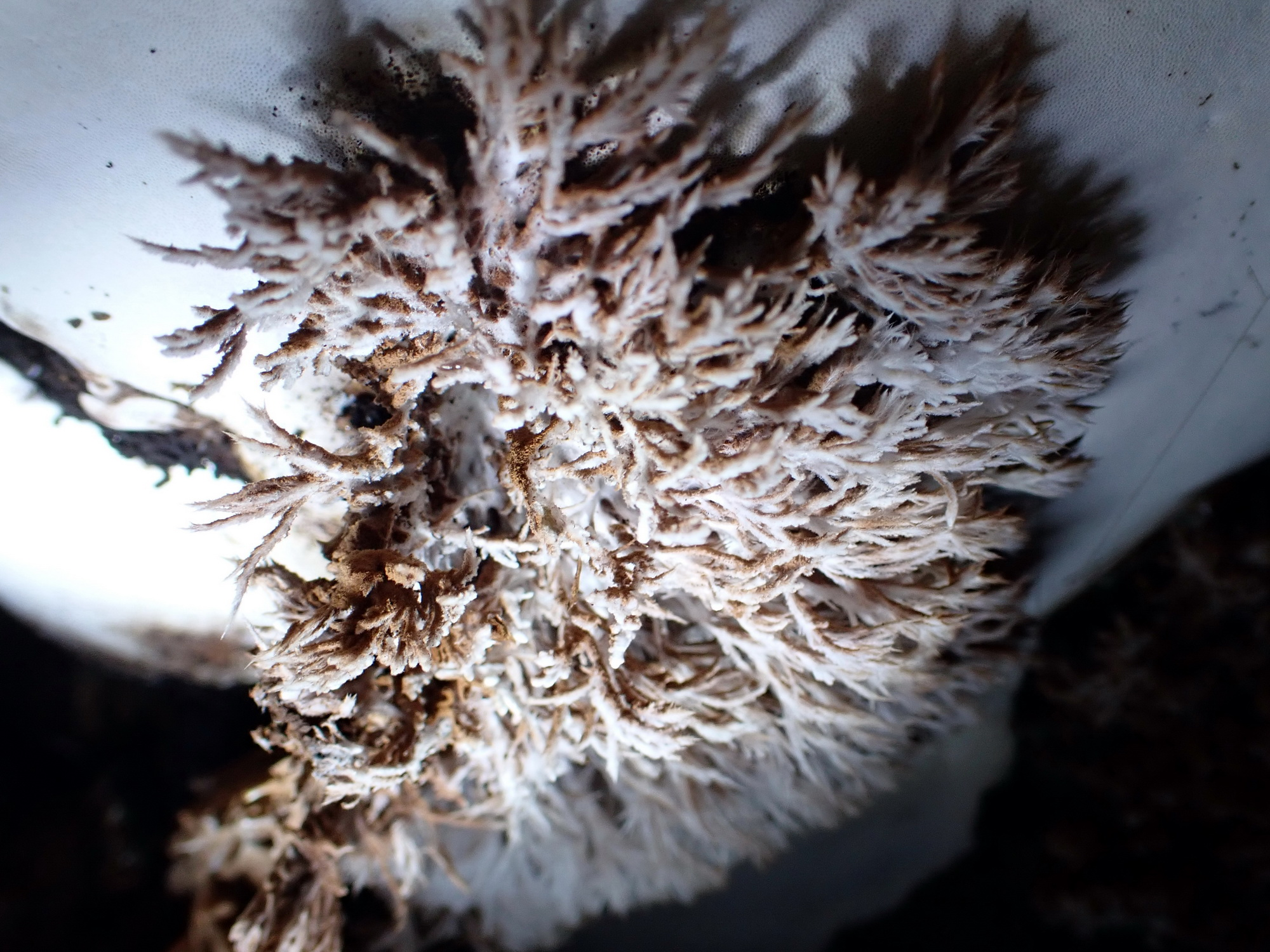
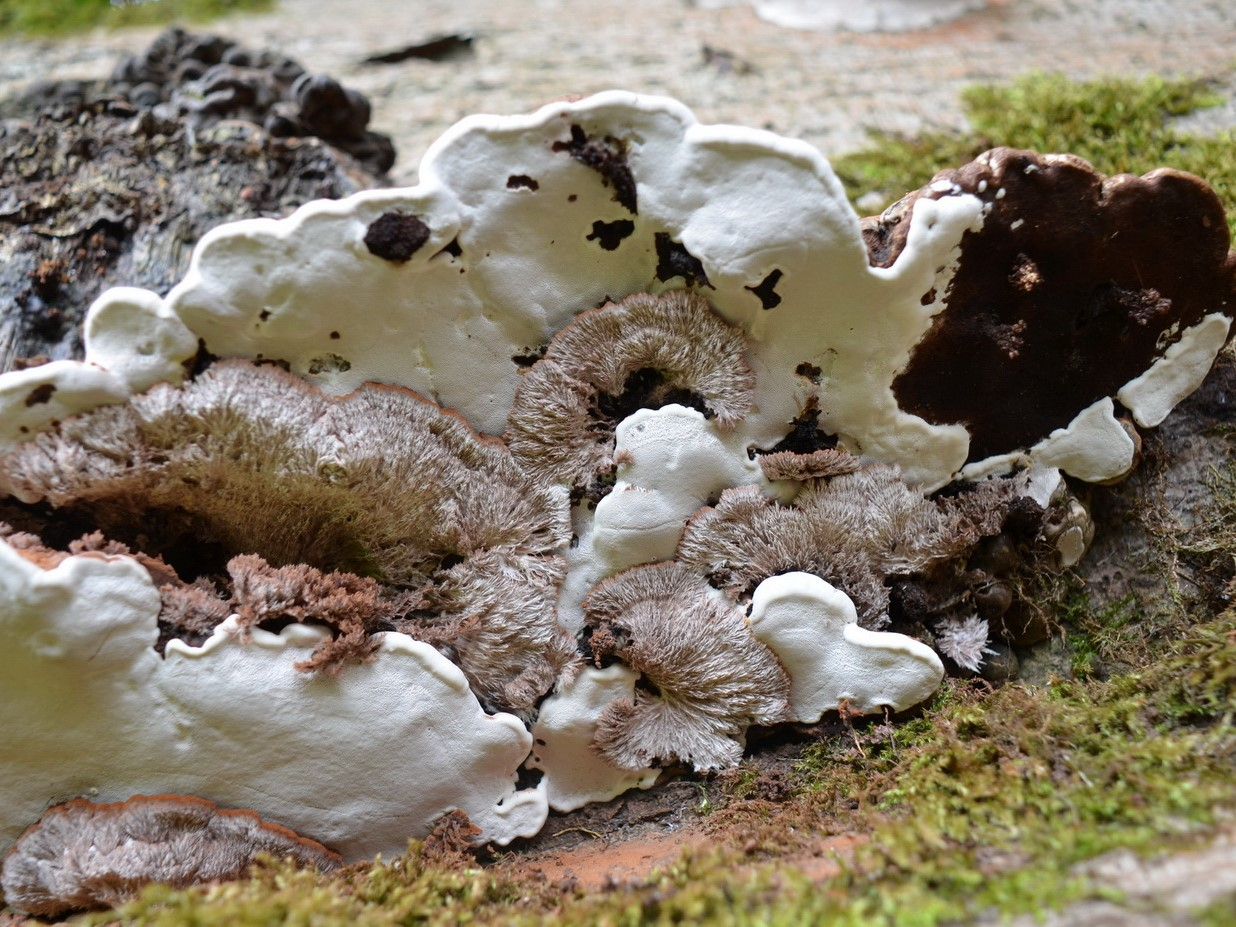
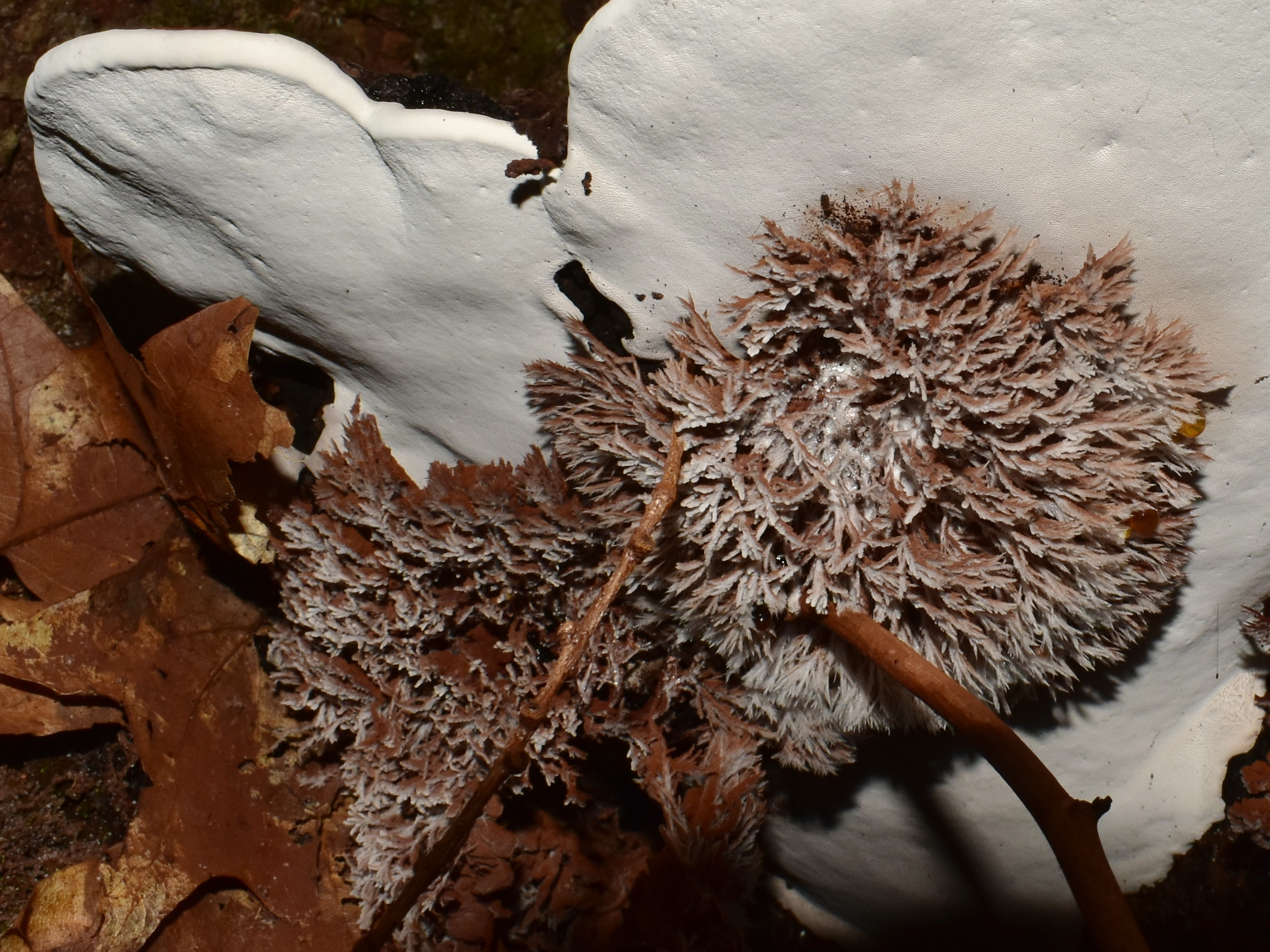
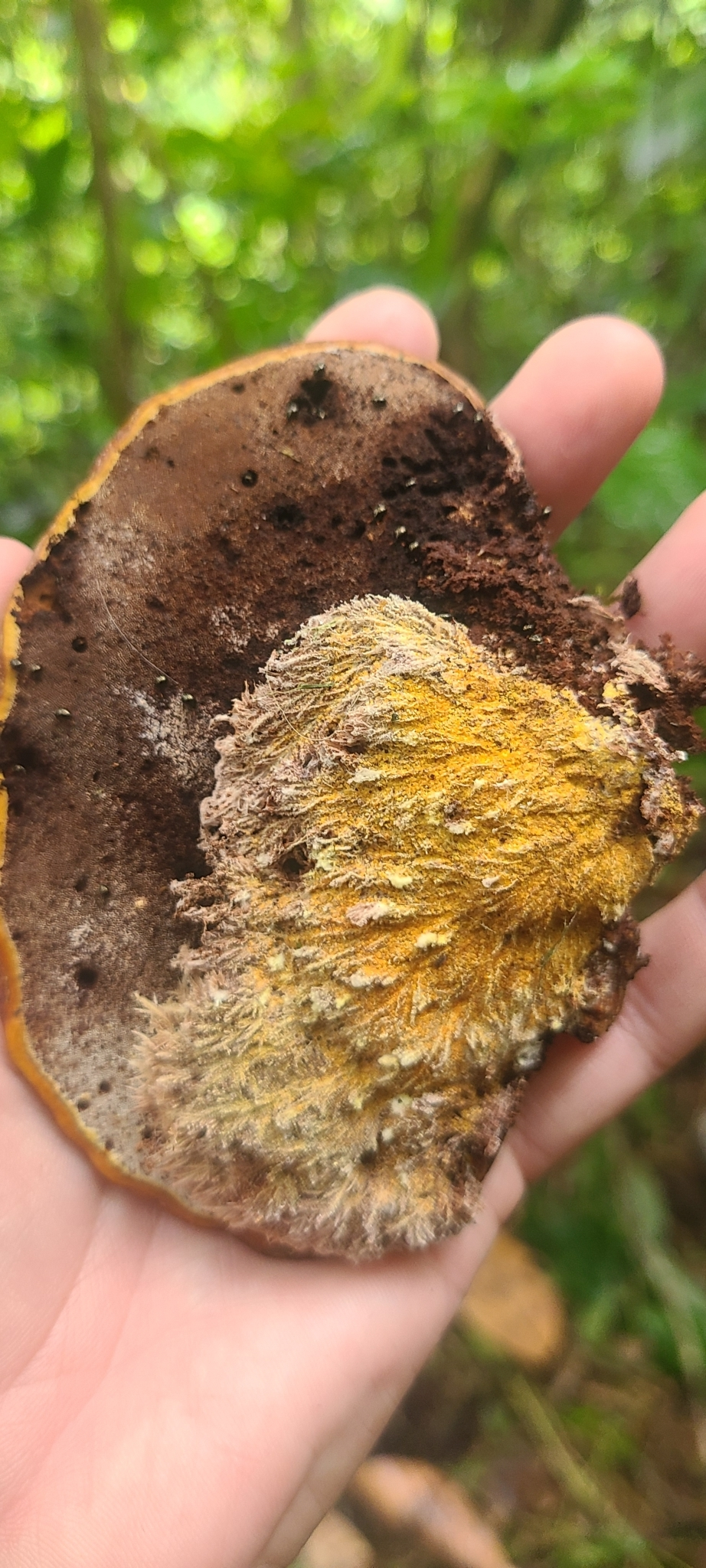